# Мирослав Джокич
Мирослав Джокич (мак. Мирослав Ѓокиќ; нар. 17 листопада 1973) — македонський футболіст сербського походження, нападник.

## Клубна кар'єра
Футбольну кар'єру розпочав 1996 року у «Сілексі». У сезоні 1996/97 років з 16-а забитими м'ячами разом з Ванчо Мицевським став найкращим бомбардиром чемпіонату Македонії. У 2000 році виїхав до Хорватії, де виступав за «Істру». Того ж року повернувся до Македонії, де підсилив «Побєду». Потім захищав кольори клубів «Маджарі Солідарност» та «Слога Югомагнат». Футбольну кар'єру завершив у 2005 році.

## Кар'єра в збірній
З 1997 по 2002 рік викликався до національної збірної Македонії. У футболці збірної зіграв 8 матчів, в яких відзначився 2-а голами.

## Титули і досягнення
- Чемпіон Македонії (3):

«Сілекс»: 1996-97, 1997-98
«Побєда»: 2003-04
- Володар Кубка Македонії (2):

«Сілекс»: 1996-97
«Побєда»: 2001-02
- Найкращий бомбардир Чемпіонату Македонії (1):

«Сілекс»: 1996-97